# Wolfram Winter

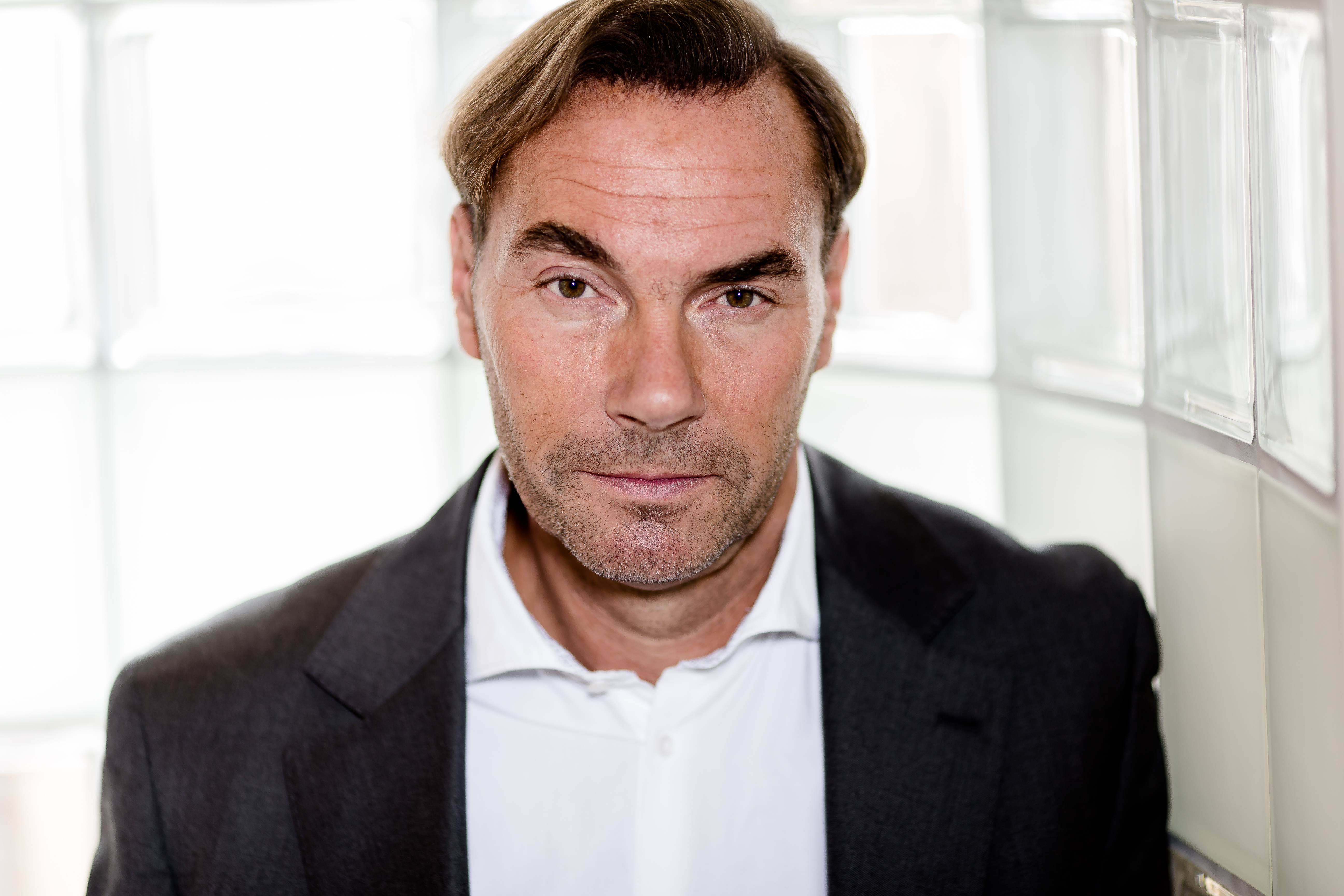
Wolfram Winter (2017)

Wolfram Winter (* 4. November 1963 in Werneck) ist ein deutscher Medienmanager, Politologe und Journalist. Unter anderem war er von 2010 bis 2017 Sprecher des Senders Sky Deutschland.

## Leben
Wolfram Winter wuchs in Schweinfurt auf und begann nach einem USA-Aufenthalt 1981 als freier Journalist für den Texas Rockwall Success erste Artikel zu schreiben. Während seines Studiums an der LMU München ging er 1987 zunächst für ein halbes Jahr in das damalige Südwestafrika/Namibia, um als Redakteur beim Windhoek Advertiser zu arbeiten. Diesem Aufenthalt folgte ein zweiter, diesmal als Redakteur und Moderator beim dortigen deutschsprachigen Radiosender des südwestafrikanischen Rundfunk. Als Korrespondent für deutsche Medien berichtete er später über den Unabhängigkeitsprozess Namibias, seine Magisterarbeit war ebenso Gegenstand dieses Themas. Nach seiner endgültigen Rückkehr nach München 1991 war Wolfram Winter freier Moderator bei den privaten Sendern Charivari in München, und Radio Kö in Augsburg, sowie beim privaten Lokal-TV tv weiß-blau. Beim neu gegründeten MDR verantwortete er als Redakteur die Nachrichten für das MDR-Fernsehen.
1992 wurde Wolfram Winter Leiter der Hörer-Promotion bei Antenne Bayern, im gleichen Jahr wechselte er zum frisch gegründeten Werbezeitenvermarkter von ProSieben, der MGM MediaGruppe München. Seine nächste Station war 1994 das DSF, als Sprecher und Leiter Kommunikation. 1996 wurde er Programmchef der neuen Pay-TV Plattform der Kirch-Gruppe, DF 1. Zwei Jahre später startete Universal einen ersten Pay-TV-Sender und damit seine Fernsehaktivitäten in Deutschland, Österreich und der Schweiz. Wolfram Winter wurde Gründungsgeschäftsführer und blieb dort die nächsten 8 Jahre. In dieser Zeit entstanden insgesamt 6 TV-Sender: 13TH Street, Studio Universal, SciFi als Pay-TV-Angebote, Das Vierte als Free-TV-Sender sowie in einem Joint Venture mit der amerikanischen Muttergesellschaft A&E der History Channel und der Biography Channel. Mit dem Shocking Shorts Award wurde ein Preis für Regisseure geschaffen, der als Filmförderprogramm des TV-Senders 13th Street seinem Gewinner einen Einblick bei Universal Pictures erlaubt. Florian Henkel von Donnersmark war sein erster Gewinner.
Ende 2006 gab er nach acht Jahren die Geschäftsführung von NBC Universal Global Networks Deutschland an Olaf Castritius ab. Anfang des Jahres 2007 gründete Winter gemeinsam mit Arnold Kulbatzki die Stargate GmbH, mit dem Ziel, Pay-TV anzubieten. Bald kamen mit der HypoVereinsbank, Time Warner, Avenue Capital andere Gesellschafter dazu. Damit wurden zum ersten Mal in Deutschland auf einer Satellitenplattform Pay-TV-Angebote unabhängig von Premiere vermarktet. Mit dem Einstieg der News Corporation von Rupert Murdoch in die Premiere AG begannen auch Verhandlungen zwecks einer Übernahme durch die bald in Sky Deutschland umbenannte Firma. Mit dem Abschluss dieser Transaktionen wurde die Premiere Star GmbH vollständig in das M-Dax Unternehmen Sky Deutschland AG integriert.
Mit dem Amerikaner Brian Sullivan begann bei Sky ab 2010 eine Phase, in der aus dem langjährigen Verlustbringer letztlich ein profitables Unternehmen wurde. Wolfram Winter war zunächst als Senior Vice President für die Distribution mit den Kabelnetzbetreibern verantwortlich und wurde anschließend Sprecher und Kommunikationschef des Unternehmens. Als Executive Vice President Communication&Public Affairs steuerte er die interne und externe Kommunikation des Unternehmens. Dazu gehörten auch die 2015 letztmals vergebenen MIRA-Awards, bei der erstmals Leistungen aus dem Bereich Pay-TV ausgezeichnet wurden. Wolfram Winter wurde 2015 mit dem Gold Stevie Award als „Führungskraft des Jahres in den Bereichen Kommunikation, Investor Relations oder PR“ geehrt. In 2016 wurde Winter zusätzlich Geschäftsführer der Sky Media GmbH und damit verantwortlich für die Werbezeitenvermarktung, außerdem war er bis 2017 stellvertretender Vorstandsvorsitzender der Sky Stiftung.
Seit 2011 lehrt er Internationales Medienmanagement an der Hochschule Macromedia, an der er seit 2016 als Honorarprofessor tätig ist.
2017 verließ Wolfram Winter die inzwischen in eine GmbH umgewandelte Sky Deutschland. Nach einer kurzen Tätigkeit als Vorstand bei der Münchner Agentur heller & partner 2018 tritt er seitdem mit der Three Winters GmbH als Beteiligungs- und Consulting-Unternehmen auf. Er ist seitdem hauptsächlich als Berater, Investor und Beirat in Start-ups tätig. Für die Zeitschrift GQ schrieb er eine Kolumne, für den Branchendienst Clap kommentiert er in unregelmäßigen Abständen.
Mit seinem Einstieg als Gesellschafter bei der Pictures in a Frame GmbH ist er seit 2018 in die Entwicklung und Produktion von Inhalten für Kino, TV und Streamingportale involviert – gegründet und geleitet wird das Unternehmen von zwei ehemaligen Studenten von Winter an der Macromedia, Jan Gallasch und Tobias Herrmann. Mit dem Film 25 km/h (Regie: Markus Goller), an dem Pictures in a Frame als Koproduzent sowie die beiden Geschäftsführer Tobias Herrmann und Jan Gallasch als ausführende Produzenten beteiligten waren, gelang der Firma mit über einer Million Kinozuschauern eine der erfolgreichsten deutschen Kinoproduktionen des Jahres 2018.

## Sonstiges
Wolfram Winter lebt in München und ist mit der Journalistin Petra Winter verheiratet.
Winter fungierte 2012 als Herausgeber der Publikation „Die Medientage München im Wandel der Zeit und ihre Zukunftsperspektiven“
Von 2005 bis 2012 war Winter Honorarkonsul der Republik Namibia im Freistaat Bayern.
Winter ist Vorsitzender des Ausschusses für Medienpolitik des Wirtschaftsbeirates Bayern. Er wurde 2017 für drei Jahre wiedergewählt. In dem dazugehörigen Talkformat Alpenblicke diskutiert er mit Kollegen aus der Medienpolitik und den Medienindustrien.
Wolfram Winter berät mit seiner Agentur Three Winters GmbH den Virologen Hendrik Streeck.